# Réserve nationale de faune Ninginganiq
La réserve nationale de faune Ninginganiq est une zone protégée canadienne du Nunavut vouée à la préservation de la baleine boréale. Il s'agit du premier sanctuaire consacré à la conservation de cette espèce.

## Toponymie
Le nom de la réserve provient de l'inuktitut et signifie approximativement « le lieu où règne le brouillard ».

## Création
En février 2007, les négociations entre le gouvernement du Canada et les communautés inuits du Nunavut ont été conclues afin de compléter la mise en œuvre de la protection de la baie Isabella de l'Île de Baffin. Cette baie accueille au moins 300 spécimens de baleine boréale, et est le principal site où elle se nourrit avant l'hiver. Cette entente était recherchée depuis 1982 par les habitants de Clyde River et le Fonds mondial pour la nature. Le gouvernement du Canada fournira 8,3 millions de dollars sur 7 ans pour gérer le site, développer le tourisme et réaliser des fouilles archéologiques. Les Inuit pourront effectuer des "activités traditionnelles" comme la chasse sur le site protégé. Elle a été finalement reconnue le 3 juin 2010 en même temps que les réserves nationales de faune Akpait et Qaqulluit.

## Faune
La baie Isabella est considéré comme un milieu idéal pour la baleine boréale (Balaena mysticetus). On y a repéré en une seule occasion jusqu'à 100 baleines boréales, soit la plus grande concentarion du Canada. L'endroit est aussi fréquenté par l'ours blanc (Ursus maritimus), le phoque annelé (Pusa hispida), l'eider à tête grise (Somateria spectabilis), la harelde kakawi (Clangula hyemalis), le mergule nain (Alle alle), le fulmar boréal (Fulmarus glaciali) et le narval (Monodon monoceros).